# Gorgorhynchus medius
Gorgorhynchus medius är en hakmaskart som först beskrevs av Linton 1908.  Gorgorhynchus medius ingår i släktet Gorgorhynchus och familjen Rhadinorhynchidae. Inga underarter finns listade i Catalogue of Life.